# 팔레스타인의 대외 관계
팔레스타인의 대외 관계는 팔레스타인 해방기구(PLO)가 1964년 설립된 이후부터 이루어졌다. 오슬로 협정 이후에는 동예루살렘을 수도로 하는 1967년 국경을 기준으로 한 팔레스타인 국가의 보편적 승인을 얻고자 노력하고 있다. 유엔 회원국 193개국 중 147개국이 공식적으로 팔레스타인 국가를 승인하고 있다(이스라엘은 이스라엘 자신을 제외한 164개국으로부터 승인받고 있다).
1988년 11월, 팔레스타인 국민평의회는 팔레스타인의 독립을 선언했고, 1994년에는 오슬로 협정에 따라 팔레스타인 자치 정부가 수립되었다. 팔레스타인 해방기구 집행위원회는 팔레스타인 국가 정부의 기능을 수행한다. 2011년 이후 PLO의 외교적 노력은 유엔에 팔레스타인 국가의 회원국 가입을 목표로 하는 팔레스타인 194 캠페인에 집중되었다. 2012년 11월, 유엔 총회 결의 67/19가 통과되면서 팔레스타인 국가는 비회원 옵서버 국가로 승인되었다.

## 배경
팔레스타인 해방기구는 1964년에 준군사 조직으로 창설되었으며, 그 이후로 여러 국가 및 국제기구와 대외 관계를 맺고자 노력해 왔다. 처음에는 PLO가 아랍 및 공산주의 국가들과 관계를 수립했다. 1969년 PLO는 이슬람 협력 기구의 회원국이 되었다. 1974년 10월, 아랍 연맹은 PLO를 "팔레스타인 인민의 유일한 합법적 대표자"로 지정했다. PLO의 새로운 지위는 요르단을 제외한 모든 아랍 연맹 국가들에 의해 인정되었다(요르단은 나중에 PLO의 지위를 인정했다). 1974년 11월 22일, 유엔 총회 결의 3236은 팔레스타인인의 자결권, 국가 독립, 그리고 팔레스타인에서의 주권을 인정했다. 또한 PLO를 유엔에 대한 팔레스타인 인민의 대표자로 인정했다. 같은 날 결의 3237에 따라 PLO는 유엔에서의 비국가 옵서버 지위를 부여받았다. 1976년 9월, PLO는 아랍 연맹의 비국가 회원국이 되었고, 같은 해 비동맹 운동의 회원국이 되었다.
1988년 11월 15일, 제1차 인티파다를 지지하며 PLO는 팔레스타인 국가 수립을 선언했으며, 이는 많은 외국 정부들로부터 광범위하게 승인되었다. 비록 그 선언은 종종 모호한 성격을 띠고 있었지만—때로는 PLO나 팔레스타인 국가를 언급하거나, 한쪽이 다른 쪽을 대신하여 행동하거나, 또는 일반적인 "팔레스타인"을 지칭하기도 했다. 많은 국가와 조직들이 PLO에서 새로운 국가로 대표부를 "격상"했지만, 실제로는 동일한 PLO 사무소, 인력 및 연락망이 계속 사용되었다. 1989년 2월 유엔 안전 보장 이사회에서 PLO 대표는 94개국으로부터 승인받았다고 주장했다. 그 이후로 추가 국가들이 공개적으로 승인을 확대했다.
팔레스타인 자치 정부는 1994년 PLO가 오슬로 협정과 이스라엘-팔레스타인 잠정 협정에 따라 설립했다. 이스라엘 정부는 팔레스타인 자치 정부에 일부 자치 권한과 책임을 이양했으며, 이는 요르단강 서안 지구의 일부 지역에서 유효하며, 가자 지구가 하마스에 의해 점령되기 전에는 가자 지구에서도 유효했다. 2007년 7월부터 팔레스타인 자치 정부의 외교부 장관을 맡고 있는 리야드 알말리키는 팔레스타인 자치 정부의 대외 관계를 담당한다. 국가들은 팔레스타인 영토 내 사무소를 통해 팔레스타인 자치 정부와 공식 관계를 유지하며, 팔레스타인 자치 정부의 해외 대표는 PLO의 공관을 통해 이루어지고, PLO는 그곳에서 이를 대표한다.
PLO(자체, 팔레스타인 국가 또는 팔레스타인 자치 정부를 대표함)와 팔레스타인 자치 정부는 현재 광범위한 외교 관계망을 유지하고 있으며, 회원국, 옵서버, 준회원 또는 계열사의 지위로 다양한 국제기구에 참여하고 있다. 1988년 유엔이 PLO에 대해 채택한 "팔레스타인"이라는 명칭은 현재 국가 및 국제기구에서 팔레스타인 자치 정부 및 팔레스타인 국가를 지칭할 때도 사용되며, 이들 단체와 맺고 있는 승인 및 관계 수준에 관계없이 사용되는 경우가 많다.

## 외교 관계
팔레스타인 국가와 외교 관계를 유지하는 국가들의 날짜별 목록:
| #   | 국가                   | 날짜             |
| --- | ---------------------- | ---------------- |
| 1   | 체코                   | 1988년 11월 9일  |
| 2   | 모리타니               | 1988년 11월 16일 |
| 3   | 중화인민공화국         | 1988년 11월 20일 |
| 4   | 헝가리                 | 1988년 11월 23일 |
| 5   | 불가리아               | 1988년 12월 8일  |
| 6   | 알제리                 | 1988년 12월 16일 |
| 7   | 몰디브                 | 1988년           |
| 8   | 짐바브웨               | 1988년           |
| 9   | 사우디아라비아         | 1989년 1월 1일   |
| 10  | 바레인                 | 1989년 1월 3일   |
| 11  | 쿠웨이트               | 1989년 1월 3일   |
| 12  | 아랍에미리트           | 1989년 1월 5일   |
| 13  | 요르단                 | 1989년 1월 7일   |
| 14  | 카타르                 | 1989년 1월 7일   |
| 15  | 말레이시아             | 1989년 1월 12일  |
| 16  | 루마니아               | 1989년 1월 14일  |
| 17  | 니제르                 | 1989년 1월 18일  |
| 18  | 파키스탄               | 1989년 1월 18일  |
| 19  | 오만                   | 1989년 1월 23일  |
| 20  | 베트남                 | 1989년 1월 28일  |
| 21  | 모로코                 | 1989년 1월 31일  |
| 22  | 모잠비크               | 1989년 1월 31일  |
| 23  | 쿠바                   | 1989년 2월 3일   |
| 24  | 스리랑카               | 1989년 2월 6일   |
| 25  | 세네갈                 | 1989년 2월 15일  |
| 26  | 우간다                 | 1989년 2월 15일  |
| 27  | 가나                   | 1989년 2월 17일  |
| 28  | 조선민주주의인민공화국 | 1989년 3월 3일   |
| 29  | 세르비아               | 1989년 4월 5일   |
| 30  | 콩고 공화국            | 1989년 4월 6일   |
| 31  | 에티오피아             | 1989년 4월 6일   |
| 32  | 가봉                   | 1989년 4월 7일   |
| 33  | 폴란드                 | 1989년 4월 11일  |
| 34  | 라오스                 | 1989년 5월 15일  |
| 35  | 방글라데시             | 1989년 7월 24일  |
| 36  | 차드                   | 1989년 8월 12일  |
| 37  | 필리핀                 | 1989년 9월 4일   |
| 38  | 니카라과               | 1989년 9월 24일  |
| 39  | 몽골                   | 1989년 10월 13일 |
| 40  | 바누아투               | 1989년 10월 17일 |
| 41  | 인도네시아             | 1989년 10월 19일 |
| 42  | 알바니아               | 1989년 10월 26일 |
| 43  | 이집트                 | 1989년 10월      |
| 44  | 기니비사우             | 1989년 11월 13일 |
| 45  | 인도                   | 1989년 11월 16일 |
| 46  | 베냉                   | 1989년           |
| 47  | 부르키나파소           | 1989년           |
| 48  | 카보베르데             | 1989년           |
| 49  | 감비아                 | 1989년           |
| 50  | 이란                   | 1989년           |
| 51  | 이라크                 | 1989년           |
| 52  | 말리                   | 1989년           |
| 53  | 모리셔스               | 1989년           |
| 54  | 나이지리아             | 1989년           |
| 55  | 상투메 프린시페        | 1989년           |
| 56  | 시에라리온             | 1989년           |
| 57  | 토고                   | 1989년           |
| 58  | 러시아                 | 1990년 1월 10일  |
| 59  | 나미비아               | 1990년 3월 21일  |
| 60  | 코모로                 | 1990년           |
| 61  | 세이셸                 | 1990년           |
| 62  | 탄자니아               | 1990년           |
| 63  | 잠비아                 | 1991년 2월 20일  |
| 64  | 캄보디아               | 1991년 12월 17일 |
| 65  | 튀르키예               | 1991년 12월 19일 |
| 66  | 시리아                 | 1992년 1월 22일  |
| 67  | 앙골라                 | 1992년 2월 28일  |
| 68  | 타지키스탄             | 1992년 3월 6일   |
| 69  | 카자흐스탄             | 1992년 4월 6일   |
| 70  | 아제르바이잔           | 1992년 4월 15일  |
| 71  | 투르크메니스탄         | 1992년 4월 17일  |
| 72  | 조지아                 | 1992년 4월 25일  |
| 73  | 보스니아 헤르체고비나  | 1992년 10월 30일 |
| 74  | 슬로바키아             | 1993년 1월 1일   |
| 75  | 브루나이               | 1994년 5월 24일  |
| 76  | 우즈베키스탄           | 1994년 9월 25일  |
| 77  | 파푸아뉴기니           | 1995년 1월 13일  |
| 78  | 남아프리카 공화국      | 1995년 2월 15일  |
| 79  | 튀니지                 | 1995년 4월 19일  |
| 80  | 키르기스스탄           | 1995년 9월 12일  |
| 81  | 말라위                 | 1998년 10월 23일 |
| 82  | 우크라이나             | 2001년 11월 2일  |
| 83  | 벨라루스               | 2003년 2월 4일   |
| 84  | 동티모르               | 2004년 3월 1일   |
| 85  | 파라과이               | 2005년 3월 26일  |
| 86  | 몬테네그로             | 2006년 8월 1일   |
| 87  | 케냐                   | 2008년 1월 26일  |
| 88  | 코스타리카             | 2008년 2월 5일   |
| 89  | 적도 기니              | 2008년 7월 11일  |
| 90  | 에콰도르               | 2008년 11월 24일 |
| 91  | 베네수엘라             | 2009년 4월 27일  |
| 92  | 도미니카 공화국        | 2009년 7월 15일  |
| 93  | 에스와티니             | 2010년 11월 3일  |
| 94  | 페루                   | 2010년 11월 12일 |
| 95  | 칠레                   | 2011년 2월 25일  |
| 96  | 우루과이               | 2011년 3월 29일  |
| 97  | 레바논                 | 2011년 8월 17일  |
| 98  | 브라질                 | 2011년 12월 3일  |
| 99  | 아이슬란드             | 2011년 12월 15일 |
| 100 | 코트디부아르           | 2012년 1월 24일  |
| 101 | 태국                   | 2012년 8월 1일   |
| 102 | 키프로스               | 2013년 2월 9일   |
| 103 | 가이아나               | 2013년 2월 21일  |
| 104 | 엘살바도르             | 2013년 5월 9일   |
| 105 | 온두라스               | 2013년 5월 10일  |
| 106 | 그레나다               | 2013년 9월 27일  |
| 107 | 아이티                 | 2013년 9월 27일  |
| 108 | 볼리비아               | 2013년 11월 15일 |
| 109 | 벨리즈                 | 2014년 7월 9일   |
| 110 | 스웨덴                 | 2014년 10월 30일 |
| 111 | 남수단                 | 2015년 1월 24일  |
| 112 | 아르헨티나             | 2015년 3월 5일   |
| —   | 틀:나라자료 교황청     | 2015년 5월 13일  |
| 113 | 세인트루시아           | 2015년 9월 14일  |
| 114 | 세인트빈센트 그레나딘  | 2016년 9월 22일  |
| 115 | 보츠와나               | 2017년 3월 8일   |
| 116 | 도미니카 연방          | 2018년 3월 18일  |
| 117 | 콜롬비아               | 2018년 8월 6일   |
| 118 | 세인트키츠 네비스      | 2019년 7월 29일  |
| 119 | 레소토                 | 2021년 9월 30일  |
| 120 | 슬로베니아             | 2024년 6월 5일   |
| 121 | 바베이도스             | 2024년 6월 11일  |
| 122 | 앤티가 바부다          | 2024년 6월 14일  |
| 123 | 스페인                 | 2024년 9월 16일  |
| 124 | 트리니다드 토바고      | 2024년 9월 22일  |
| 125 | 아르메니아             | 2024년 9월 27일  |
| 126 | 아일랜드               | 2024년 9월 29일  |
| 127 | 멕시코                 | 2025년 3월 19일  |
| 128 | 노르웨이               | 2025년 4월 24일  |
| 129 | 아프가니스탄           | 불명             |
| 130 | 지부티                 | 불명             |
| 131 | 기니                   | 불명             |
| 132 | 리비아                 | 불명             |
| 133 | 소말리아               | 불명             |
| 134 | 수단                   | 불명             |
| 135 | 예멘                   | 불명             |

## 양자 관계
팔레스타인 해방기구는 공관과 대사관 네트워크를 유지하고 있으며, 해외에서 팔레스타인 자치 정부를 대표한다. 팔레스타인 국가를 승인한 국가 중 대부분은 자국 내 팔레스타인 대표부를 대사관급으로 격상했다. 다른 여러 국가들은 PLO 대표단에 완전한 외교적 승인에는 못 미치지만, 어떤 형태의 외교적 지위를 부여했다. 일부 경우, 예의상 이러한 대표단과 공관에는 외교 특권이 부여되었으며, 종종 "대사관"으로, 그 수장은 "대사"로 불린다.
미국에서는 1964년 뉴욕에 비공식적인 PLO 정보 사무소가 설립되어 예멘의 유엔 상임 대표로 활동했던 사다트 하산이 운영했다. 팔레스타인 정보 사무소는 법무부에 외국 에이전트로 등록되어 1968년 폐쇄될 때까지 운영되었다. PLO는 1987년 미국에 의해 테러 조직으로 지정되었지만, 1988년 대통령의 면제 조치가 발효되어 조직과의 접촉이 허용되었다. PLO 사무소는 1989년 팔레스타인 문제 센터로 다시 문을 열었다. 워싱턴 D.C.의 PLO 대표부는 1994년 개설되어 미국에서 PLO를 대표했다. 2010년 7월 20일, 미국 국무부는 PLO 대표부의 지위를 "PLO 총 대표부"로 격상하는 데 동의했다.

## 국제기구 참여
팔레스타인은 다양한 국제기구에 회원, 준회원 또는 옵서버로 참여하고 있다.
| 국제기구                                               | 지위                   | 대표                                               | 신청일 | 가입일 |
| ------------------------------------------------------ | ---------------------- | -------------------------------------------------- | ------ | ------ |
| 회원                                                   |                        |                                                    |        |        |
| 이슬람 협력 기구                                       | 회원                   | 팔레스타인 국가                                    |        | 1969   |
| 인터폴                                                 |                        | 팔레스타인 국가                                    |        | 2017   |
| ICC                                                    |                        | 팔레스타인 국가                                    |        | 2015   |
| 비동맹 운동                                            | 회원                   | 팔레스타인                                         |        | 1976   |
| 아랍 연맹                                              | 회원                   | 팔레스타인 국가                                    |        | 1976   |
| 유엔 서아시아 경제 사회 위원회                         | 회원                   | 팔레스타인 해방기구 (유엔 총회와 동일)             |        | 1977   |
| 유로-지중해 의회 총회                                  | 회원                   | 팔레스타인 국민평의회 (PLO)                        |        | 2003   |
| 국가 인권 기구 국제 조정 위원회                        | 회원                   | 팔레스타인 독립 인권 위원회 (팔레스타인 자치 정부) |        | 2004   |
| 국제 적십자사·적신월사 연맹 및 국제 적십자·적신월 운동 | 회원                   | 팔레스타인 적신월사 (PLO)                          |        | 2006   |
| 지중해 의회 연맹                                       | 회원                   | 팔레스타인 국민평의회 (PLO)                        |        | 2006   |
| 지중해 연합                                            | 회원                   | 팔레스타인 자치 정부                               |        | 2008   |
| 국제 의회 연맹                                         | 회원                   | 팔레스타인 국민평의회 (PLO)                        | 1995   | 2008   |
| 아시아 의회 총회                                       | 회원                   | 팔레스타인 입법회 (팔레스타인 자치 정부)           |        |        |
| 77 그룹                                                | 회원                   | 팔레스타인                                         |        |        |
| 국제노동조합총연맹                                     | 회원                   | 팔레스타인 노동조합 총연맹                         |        |        |
| 국제공항협의회                                         | 회원                   | 팔레스타인 민간 항공 당국 (팔레스타인 자치 정부)   |        |        |
| 금융 포용 연맹                                         | 회원                   | 팔레스타인 통화 당국 (팔레스타인 자치 정부)        |        | 2010   |
| 유네스코                                               | 회원                   | 팔레스타인 국가                                    | 1989   | 2011   |
| IBAN                                                   | 회원                   | 팔레스타인 통화 당국 (팔레스타인 자치 정부)        |        | 2012   |
| 비회원 지위                                            |                        |                                                    |        |        |
| 유엔                                                   | 옵서버 국가            | 팔레스타인 국가                                    |        | 1974   |
| 세계보건기구                                           | 옵서버                 | 팔레스타인 해방기구 (유엔 총회와 동일)             |        | 1998   |
| 국제전기통신연합                                       | 옵서버                 | 팔레스타인 해방기구 (유엔 총회와 동일)             |        | 1998   |
| 세계 관광 기구                                         | 특별 옵서버            | 팔레스타인 해방기구 (유엔 총회와 동일)             |        | 1999   |
| 국제 표준화 기구                                       | 통신원                 | 팔레스타인 표준 기관 (팔레스타인 자치 정부)        |        | 2001   |
| 세계 지식 재산권 기구                                  | 옵서버                 | 팔레스타인 해방기구 (유엔 총회와 동일)             | 2005   | 2005   |
| 만국 우편 연합                                         | 특별 옵서버            | 팔레스타인 자치 정부                               |        | 2008   |
| 에너지 헌장 회의                                       | 옵서버                 | 팔레스타인 자치 정부                               |        | 2008   |
| 국제전기기술위원회                                     | 제휴 참가자            | 팔레스타인 표준 기관 (팔레스타인 자치 정부)        |        | 2009   |
| 유럽 평의회 의회                                       | 민주주의를 위한 파트너 | 팔레스타인 국민평의회 (PLO)                        | 2010   | 2011   |
| 카리브 국가 연합 (ACS)                                 | 옵서버                 |                                                    |        | 2017   |

### 아랍 연맹
1964년 1월 카이로에서 열린 아랍국가연맹의 제1차 정상회담은 팔레스타인 기관 창설을 위한 위임으로 이어졌다. 이어서 5월에는 아랍이 통제하는 예루살렘에서 열린 팔레스타인 국민회의에서 팔레스타인 해방기구가 설립되었다. 이 기구의 설립은 10월 알렉산드리아에서 열린 아랍 연맹의 제2차 정상회담에서 공식적으로 승인되었다. PLO는 1976년에 완전 회원국 지위를 부여받았다. 1988년 독립 선언 이후 그 자리는 팔레스타인 국가가 계승했다.틀:Specify
팔레스타인 자치 정부와 요르단, 이집트, 사우디아라비아, 카타르, 아랍에미리트를 포함한 아랍 국가 장관들 간의 회의가 2025년 5월 라말라에서 예정되어 있었다. 그러나 이스라엘은 팔레스타인 국가 수립을 선동한다는 이유로 회의를 막았다. 이에 아랍 외무장관들은 이스라엘의 결정을 비난했다. 요르단에서 팔레스타인으로 육로 또는 항공으로 여행하려면 이스라엘의 허가가 필요하다.

### 이슬람 협력 기구
PLO는 1969년 이슬람 회의 기구(OIC; 현재 이슬람 협력 기구로 명칭 변경)의 정식 회원국 자격을 부여받았다. 1969년 9월 라바트에서 열린 창립 회의에 옵서버로 참석했다. 1988년 독립 선언 이후 그 자리는 팔레스타인 국가가 계승했다.틀:Specify 또한 OIC 회원국의 국제 금융 기관인 이슬람 개발 은행의 회원국이기도 하다.

### 유엔에서의 지위

팔레스타인 국가를 승인한 국가
팔레스타인 국가를 승인하지 않은 국가

팔레스타인 국민평의회(PNC)는 1964년 5월 유엔 사무총장에게 팔레스타인 해방기구(PLO) 설립에 대한 공식 통보를 보냈다. 다음 해 10월, 일부 아랍 국가들은 PLO 대표단이 특별 정치 위원회 회의에 참석하는 것을 허용해 달라고 요청했고, 이는 승인을 의미하지 않는다는 조건으로 성명을 발표할 수 있도록 결정되었다. PLO는 1963년부터 1973년까지 유엔 팔레스타인 난민 구호 사업 기구(UNRWA) 의제 항목 아래 위원회 논의에 참여했다.
팔레스타인 해방기구는 1974년 유엔 총회 결의 3237호를 통해 유엔 총회에서 옵서버 지위를 부여받았다. 유엔 총회의 지역 그룹에서 PLO는 1986년 4월 2일 아시아 국가 그룹의 정식 회원 자격을 획득했다. 팔레스타인 국가의 선언을 인정하여, 유엔은 1988년 이 옵서버를 "팔레스타인"으로 지칭하도록 재지정했으며(총회 결의 43/177) "팔레스타인 인민이 1967년 이후 점령된 영토에 대한 주권을 행사할 수 있도록 할 필요성"을 확인했다. 1998년 7월, 총회는 팔레스타인에 추가적인 권리와 특권을 부여하는 새로운 결의(52/250)를 채택했는데, 여기에는 총회 각 회기 시작 시 열리는 일반 토론 참여권, 답변권, 결의안 공동 발의권, 팔레스타인 및 중동 문제에 대한 의사 진행 발언권이 포함되었다. 이 결의에 따라 "팔레스타인의 좌석은 비회원 국가 바로 뒤, 다른 옵서버들 앞에 배치되어야 한다." 이 결의는 찬성 124표, 반대 4표(이스라엘, 마셜 제도, 미크로네시아 연방, 미국), 기권 10표로 채택되었다.
2011년 이후 팔레스타인의 외교는 2011년 9월 유엔 총회 제66차 회의에서 팔레스타인 국가의 회원국 가입을 목표로 하는 팔레스타인 194 캠페인을 중심으로 이루어졌다. 이는 제3차 중동 전쟁 이전 국경을 기반으로 동예루살렘을 수도로 하는 팔레스타인 국가에 대한 사실상의 집단적 승인을 얻고자 한다. 2012년 9월, 팔레스타인 해방기구는 팔레스타인에 비회원 옵서버 국가 지위를 부여하는 결의 초안을 제출했고, 유엔 총회는 2012년 11월 29일에 이를 승인했다. 이 지위 변경은 인디펜던트에 의해 "데 팍토 주권적인 팔레스타인 국가의 사실상 승인"으로 묘사되었다.
이 투표는 주권적인 팔레스타인 국가와 그 시민들에게는 역사적인 이정표였지만, 이스라엘과 미국에게는 외교적 좌절이었다. 유엔에서의 옵서버 국가 지위는 팔레스타인 국가가 국제 민간 항공 기구와 같은 조약 및 유엔 전문 기구에 가입할 수 있도록 허용할 것이다. 이는 팔레스타인이 유엔에 의해 승인된 주권 국가로서 영해 및 영공에 대한 법적 권리를 주장할 수 있도록 할 것이다. 또한 팔레스타인 시민들에게 국제사법재판소에서 자국 영토 통제에 대한 소송을 제기할 법적 권리와 국제형사재판소에서 주로 팔레스타인 국가의 불법적인 이스라엘 점령과 관련된 전쟁 범죄 혐의를 이스라엘에 제기할 법적 권리를 부여할 것이다.
팔레스타인이 유엔 옵서버 지위를 부여받은 후, 유엔은 PLO가 유엔 대표 사무실을 '팔레스타인 국가 유엔 상임 옵서버 임무'로 명명하도록 승인했고, 팔레스타인은 우표, 공식 문서, 여권에 따라 이름을 다시 지정했으며, 외교관들에게는 '팔레스타인 자치 정부' 대신 '팔레스타인 국가'를 공식적으로 대표하도록 지시했다. 또한 2012년 12월 17일, 유엔 의전실장 윤여철은 "사무국은 모든 공식 유엔 문서에서 '팔레스타인 국가'라는 명칭을 사용해야 한다"고 결정하여, 국제법상 PLO가 선포한 팔레스타인 국가를 팔레스타인 영토와 시민에 대한 주권자로 인정했다.

### 국제형사재판소
2014년 6월 13일, 팔레스타인 국가는 헤이그에 기반을 둔 국제형사재판소의 당사국이 되었고, 2015년 1월 2일 국제형사재판소에 관한 로마 규정에 가입했다.
2012년 9월 유엔 총회 투표 이전에 팔레스타인 자치 당국은 2009년과 2012년 4월에 국제형사재판소에 관한 로마 규정의 당사국이 되어 국제형사재판소(ICC)의 관할권을 인정하려고 시도했다. 예루살렘 포스트에 따르면, "ICC가 팔레스타인 자치 당국의 관할권 인정을 수락했다면, 이는 또한 그들의 국가 지위를 묵시적으로 수락한 것이 되었을 것이다."

### 국제 적십자사·적신월사 위원회 (ICRC)
2006년 6월, 제29차 국제 적십자·적신월 회의의 결정에 따라 팔레스타인 적신월사가 국제 적십자사·적신월사 연맹의 정식 회원으로 가입되었다.

### 제네바 협약
팔레스타인 국가는 2014년 4월 2일부로 제네바 협약의 정식 회원국이다.
1989년, 팔레스타인 국가 선포 1년 만에 팔레스타인 해방 기구는 1989년에 제네바 협약에 가입하려고 시도했지만, 보관국인 스위스는 팔레스타인 국가 지위 문제가 국제 사회에서 해결되지 않았기 때문에 팔레스타인을 협약에 가입할 수 있는 "권한"으로 인정할 수 없다고 밝혔다.

### 국제 축구 연맹, 국제 올림픽 위원회 및 국제 패럴림픽 위원회
팔레스타인 국가는 국제 올림픽 위원회, 국제 패럴림픽 위원회, 및 국제 축구 연맹의 정식 회원국이다.

### 국제 원자력 기구 (IAEA)
2023년 9월 28일, 국제 원자력 기구(IAEA) 회원국 대다수는 팔레스타인 국가가 해당 이름으로 기구의 옵서버 국가로 인정되는 안을 승인했다.

### 세계보건기구 (WHO)
PLO는 현재 세계보건기구(WHO)에서 옵서버 지위를 유지하고 있다. 1989년에 이미 정식 회원국 지위를 신청했지만, 당시 WHO 예산의 4분의 1을 제공하던 미국은 팔레스타인이 회원국으로 가입될 경우 자금 지원을 중단할 것이라고 WHO에 통보했다. 야세르 아라파트는 미국의 성명을 "협박"이라고 묘사했다. PLO는 WHO 사무총장에게 신청을 철회해 달라는 요청을 받았다. WHO는 이후 신청 심의를 연기하기로 투표했고, 신청에 대한 결정은 아직 내려지지 않았다. 존 퀴글리는 팔레스타인이 유엔과 관련된 여러 국제기구의 회원국 자격을 얻으려는 노력이 팔레스타인을 회원국으로 받아들이는 어떤 조직에 대해서도 자금 지원을 중단하겠다는 미국의 위협에 의해 좌절되었다고 썼다. 2011년 10월 31일, 팔레스타인이 유네스코에 가입한 후, 파티 아부 모글리 보건부 장관은 팔레스타인 자치 정부가 WHO에 회원국 가입을 추진할 것이라고 발표했지만, 미국이 팔레스타인을 인정한 유네스코에 그랬던 것처럼 전체 조직의 자금 중단으로 이어질 것이라는 보도가 있은 후, 팔레스타인 정부는 당시에는 WHO 회원국 가입을 추진하지 않을 것이라고 발표했다. 2023년 현재 WHO는 팔레스타인 국가가 주장하는 영토, 즉 요르단강 서안 지구와 가자 지구를 여전히 "점령된 팔레스타인 영토"라고 부른다.

### 세계무역기구 (WTO)
2022년, 팔레스타인 국가는 스위스 제네바에서 열린 세계무역기구 제12차 장관급 회의에 "팔레스타인"이라는 이름으로 옵서버 국가로 참여가 허용되었다.

## 국제 조약 및 협정
팔레스타인 해방 기구는 팔레스타인 자치 정부를 대표하여 무역 자유화에 참여한다:
| 조약 또는 협약                                                                       | 서명       | 비준       |
| ------------------------------------------------------------------------------------ | ---------- | ---------- |
| 이스라엘과의 관세동맹                                                                |            | 1994       |
| 유럽 연합과의 자유 무역 협정                                                         | 1997-02-24 | 1997-07-01 |
| 유럽 자유 무역 연합과의 자유 무역 협정                                               | 1998-11-30 | 1999-07-01 |
| 이집트와의 양자 투자 협정                                                            | 1998-04-28 | 1999-06-19 |
| 튀르키예와의 자유 무역 협정                                                          | 2004-07-20 | 2005-06-01 |
| 아랍 경제 통일 위원회의 범아랍 자유 무역 지역                                        |            |            |
| 메르코수르 (아르헨티나, 브라질, 파라과이, 우루과이 및 베네수엘라)와의 자유 무역 협정 | 2011-12-21 |            |
| 요르단과의 자유 무역 협정                                                            | 2012-10-07 |            |

팔레스타인 해방 기구와 팔레스타인 자치 정부는 아랍 마슈리크의 국제 협정에 공동으로 당사국으로 수락되었다:
| 조약 또는 협약     | 서명       | 비준       |
| ------------------ | ---------- | ---------- |
| 도로에 관하여      | 2001-05-10 | 2006-11-28 |
| 철도에 관하여      | 2003-04-14 | 2006-11-28 |
| 해상 운송에 관하여 | —          | 2005-05-09 |

## 내용주
1. ↑  Including its subordinated organizations of Islamic Development Bank (joined in 1977, three years after its establishment in 1974) and Islamic Educational Scientific and Cultural Organization (one of the founders in 1982).[135]
2. 1 2  The State of Palestine succeeded the seat of the Palestine Liberation Organization following the 1988 Palestinian Declaration of Independence.
3. ↑  Including its subordinated organizations of Arab Fund for Economic and Social Development, Arab Monetary Fund and Arab Satellite Communications Organization. The PLO's Palestinian National Council is one of the founders of the Arab Inter-parliamentary Union in 1974.[140]
4. ↑  Including its regional subgroup Asia Pacific Forum of National Human Rights Institutions (APF).
5. ↑  Established by 1993 decree of the President of the State of Palestine and the Chairman of the Palestine Liberation Organization and organized according to 1997 PNA's Palestinian Legislative Council law stipulating that "The Commission shall submit its reports to the President of the National Authority, and to the Palestinian Legislative Council."[145]
6. 1 2  Palestine Liberation Organization delegation has been IPU observer since the 117th session of the IPU Governing Council in 1975.[140] At various sessions in 1996,[149] 1997[150] and 1998[151] it was decided that the 팔레스타인 국민평의회 does not fulfill the conditions for membership laid down in Article 3 of the IPU Statutes,[151] but in 1998 the rights of the observer delegation of Palestine were strengthened.[152] Following the approval of the amendment to Article 3[153] in 2008 the PNC was accepted as IPU member.[154]
7. ↑  The PLO participated in UNESCO as observer since 1974.[161] In 1989 an application was submitted for the State of Palestine to become full member.[160] In 2011 UNESCO accepted the application.[162][163]
8. 1 2  For the purposes of 유엔 지역 그룹 arrangement, the Palestine Liberation Organization participates in the Asia group since 2 April 1986.[166][167][168][169]
9. ↑  Since 1974 the Palestine Liberation Organization has the status of UN non-state observer entity. Since 1988 its designation in the UN is "Palestine".[171] Since 2012 the UN observer mission of the PLO is changed into UN observer mission of the 팔레스타인 국가,[170] whose government is the Executive Committee of the Palestine Liberation Organization.[172][173]
10. ↑  Representation for "Occupied Palestinian Territory" equivalent to that of a state; assigned the code "ps"[179]
11. ↑  The PSI became a subscriber member of ISO in 2001 and a correspondent member in 2004.[180] It is still not a full member.[178]
12. ↑  Israel has free trade agreements with the EU, EFTA, Turkey, USA, Canada and Mexico. The PNA participates in the free trade agreement between the United States and Israel.
13. ↑  Established following the 오슬로 협정 and the 파리 의정서.
14. ↑  Palestine was accorded membership in ESCWA pursuant to ECOSOC Resolution 2089 (LXIII) dated 22 July 1977.[142] Full powers for the signature of the Agreements were issued by the leaders of the PLO and the PNA.[236]

1. ↑  팔레스타인 해방기구 originally granted observer status by the IAEA on 23 September 1976.[220] Designation changed to "Palestine" on 29 September 1989,[221] and "State of Palestine" on 28 September 2023.[222]

## 참고 문헌
- Fowler, Michael; Bunck, Julie Marie (1995). 《Law, Power, and the Sovereign State: The Evolution and Application of the Concept of Sovereignty》. Penn State Press. ISBN 0-271-01471-7.
- Hirschberger, Bernd (2021). 《External Communication in Social Media During Asymmetric Conflicts A Theoretical Model and Empirical Case Study of the Conflict in Israel and Palestine》. 빌레펠트: transcript Verlag. ISBN 978-3-8394-5509-8. 2021년 10월 11일에 확인함.
- Quigley, John (1990). 《Palestine and Israel: A Challenge to Justice》. Duke University Press. ISBN 0-8223-1023-6.
- Takkenberg, Alex (1998). 《The Status of Palestinian Refugees in International Law》 Illurat판. Oxford University Press. ISBN 0-19-826590-5.
- Talmon, Stefan (1998). 《Recognition of Governments in International Law: With Particular Reference to Governments in Exile》 Illurat판. Oxford University Press. ISBN 0-19-826573-5.